# La Rocque
La Rocque és un municipi francès situat al departament de Calvados i a la regió de Normandia. L'any 2007 tenia 96 habitants.

## Demografia

### Població
El 2007 la població de fet de La Rocque era de 96 persones. Hi havia 36 famílies de les quals 12 eren unipersonals (12 dones vivint soles i 12 dones vivint soles), 8 parelles sense fills i 16 parelles amb fills.
La població ha evolucionat segons el següent gràfic:
Habitants censats

### Habitatges
El 2007 hi havia 51 habitatges, 39 eren l'habitatge principal de la família, 7 eren segones residències i 5 estaven desocupats. Tots els 51 habitatges eren cases. Dels 39 habitatges principals, 25 estaven ocupats pels seus propietaris i 14 estaven llogats i ocupats pels llogaters; 1 tenia dues cambres, 5 en tenien tres, 11 en tenien quatre i 22 en tenien cinc o més. 32 habitatges disposaven pel capbaix d'una plaça de pàrquing. A 18 habitatges hi havia un automòbil i a 19 n'hi havia dos o més.

### Piràmide de població
La piràmide de població per edats i sexe el 2009 era:
| Homes | Edats   | Dones |
| ----- | ------- | ----- |
| 0     | 95 o +  | 0     |
| 0     | 90 a 94 | 0     |
| 4     | 85 a 89 | 0     |
| 0     | 80 a 84 | 0     |
| 4     | 75 a 79 | 4     |
| 0     | 70 a 74 | 4     |
| 0     | 65 a 69 | 0     |
| 4     | 60 a 64 | 0     |
| 0     | 55 a 59 | 0     |
| 0     | 50 a 54 | 0     |
| 8     | 45 a 49 | 0     |
| 4     | 40 a 44 | 8     |
| 8     | 35 a 39 | 8     |
| 0     | 30 a 34 | 4     |
| 4     | 25 a 29 | 0     |
| 0     | 20 a 24 | 4     |
| 4     | 15 a 19 | 4     |
| 8     | 10 a 14 | 0     |
| 4     | 5 a 9   | 8     |
| 4     | 0 a 4   | 0     |

## Economia
El 2007 la població en edat de treballar era de 60 persones, 52 eren actives i 8 eren inactives. De les 52 persones actives 46 estaven ocupades (25 homes i 21 dones) i 6 estaven aturades (3 homes i 3 dones). De les 8 persones inactives 6 estaven jubilades, 1 estava estudiant i 1 estava classificada com a «altres inactius».
Activitats econòmiques
L'any 2000 a La Rocque hi havia 8 explotacions agrícoles.

## Poblacions més properes
El següent diagrama mostra les poblacions més properes.